# Weinberg bei Hohenzell
Weinberg bei Hohenzell ist ein Naturschutzgebiet auf dem Gebiet der Stadt Schlüchtern im Main-Kinzig-Kreis in Hessen. Das Naturschutzgebiet liegt östlich des Schlüchterner Stadtteils Hohenzell. 

## Bedeutung
Das 45,79 ha große Gebiet mit der Kennung 1435075 ist seit dem Jahr 1995 als Naturschutzgebiet ausgewiesen.